# 1892 dans les chemins de fer
Chronologie des chemins de fer
1891 dans les chemins de fer - 1892 - 1893 dans les chemins de fer

## Évènements
- France : ouverture de la ligne de Conflans-Sainte-Honorine à Mantes-la-Jolie
- France : mise en service partielle de la ligne Nice - Digne des Chemins de fer de Provence sur les tronçons Nice - Colomars (13km), Colomars - Puget-Théniers (45 km) et Saint-André-les-Alpes - Mezel (31 km) ; simultanément, ouverture de la section Colomars - Grasse de la ligne "Central-Var".

### Juin
- 1er juin, France : ouverture de la gare de Conflans-Sainte-Honorine (Yvelines).
- 19 juin :
  - France : inauguration[1] d'un funiculaire à contrepoids d'eau réalisé par les deux ingénieurs suisses, MM. Ludwig et Schopfer. Il relie Bonsecours aux « basses terres » (voir : Ancien tramway de Rouen).
  - France : mise en service de la ligne gare d'Abbeville - Dompierre-sur-Authie, voie ferrée d'intérêt local à voie métrique des Chemins de fer départementaux de la Somme.

### Juillet
- 1er juillet, France : prolongement de la ligne de Vincennes de  Brie-Comte-Robert à Verneuil-l'l'Étang et raccordement sur la Ligne de Paris-Est à Mulhouse-Ville

### Août
- 15 août. France : ouverture du Chemin de fer du Mont-Revard.

- 20 août.  France :   ouverture de Cambo-les-Bains à  Ossès deuxième section de la ligne de Bayonne à Saint-Jean-Pied-de-Port par la Compagnie des chemins de fer du Midi et du Canal latéral à la Garonne[2].

## Anniversaires

### Naissances
- 26 octobre. France : André Chapelon, ingénieur à la Compagnie du chemin de fer Paris-Lyon-Méditerranée.

### Décès
- x